# Alfarrasí
Alfarrasí és un municipi del País Valencià situat a la comarca de la Vall d'Albaida.

## Història
D'origen àrab, la seua conquesta per Jaume I està datada en 1244. El seu primer senyor fou Llorenç Rocafull. Des de 1244 a 1707 pertanyia a la Governació de Xàtiva i depenia eclesiàsticament, fins al 1542, de Benigànim. Fou lloc de moriscos i amb la seua expulsió romangué pràcticament despoblada fins al 1625. A mitjan segle xviii va ser venuda en pública subhasta a la casa de Fuenteclara per poder pagar els seus creditors. El 1813, els francesos van instal·lar-hi un destacament militar en una zona que hui en dia es diu "La Bateria". De 1822 a 1833, amb la nova distribució territorial de les Corts de Cadis, formà part de la província de Xàtiva.

## Economia
La principal producció és el raïm de taula, seguida dels cereals, oliveres i en menor proporció, garrofers i fruiteres; destaquen algunes varietats de préssec, així com els cultius de regadiu, localitzats en els bancals pròxims als rius, en els quals cullen cereals i hortalisses per al consum local.
L'activitat industrial ha tingut un desenvolupament en els últims anys; actualment es fabriquen cistelles, manufacturats de vímet i plàstic, gèneres de punt; hi ha una important fàbrica de tovalloles.

## Política i govern

### Composició de la Corporació Municipal
El Ple de l'Ajuntament està format per 9 regidors. En les eleccions municipals de 26 de maig de 2019 foren elegits 6 regidors del Partit Socialista del País Valencià (PSPV-PSOE) i 3 del Partit Popular (PP).
| Eleccions municipals de 26 de maig de 2019 - Alfarrasí                                                                        |                                          |                                     |                                     |      |          |          |
| Candidatura | Candidatura                              | Candidatura                         | Cap de llista                       | Vots | Vots     | Regidors |
| | Partit Socialista del País Valencià-PSOE |                                     | Federico Vidal Martínez             | 486  | 63,12%   | 6 (+1)   |
| | Partit Popular                           |                                     | Samuel Emilio Albiñana Soler        | 282  | 36,62%   | 3 (-1)   |
| | Vots en blanc                            |                                     |                                     | 2    | 0,26%    |          |
| Total vots vàlids i regidors                                                                                                  | Total vots vàlids i regidors             | Total vots vàlids i regidors        | Total vots vàlids i regidors        | 770  | 100 %    | 9        |
| | Vots nuls                                | Vots nuls                           | Vots nuls                           | 22   | 2,78%    |          |
| Participació (vots vàlids més nuls)                                                                                           | Participació (vots vàlids més nuls)      | Participació (vots vàlids més nuls) | Participació (vots vàlids més nuls) | 792  | 84,35%** |          |
| Abstenció | Abstenció                                | Abstenció                           | Abstenció                           | 147* | 16,65%** |          |
| Total cens electoral | Total cens electoral                     | Total cens electoral                | Total cens electoral                | 939* | 100 %**  |          |
| Alcalde: Federico Vidal Martínez (PSPV) (15/06/2019) Per majoria absoluta dels vots dels regidors (6 vots de PSPV)            |                                          |                                     |                                     |      |          |          |
| Fonts: JEC, JEZ Xàtiva, M. Interior, Periòdic Ara. (* No són vots sinó electors. ** Percentatge respecte del cens electoral.) |                                          |                                     |                                     |      |          |          |

### Alcaldia
Des de 2023 l'alcalde d'Alfarrasí és Ismael Sanvíctor Vidal del Partit Popular (PP).
| Període                       | Alcalde o alcaldessa       | Partit polític | Data de possessió | Observacions |
| ----------------------------- | -------------------------- | -------------- | ----------------- | ------------ |
| 1979–1983                     | Juan Juliá Costa           | PSPV-PSOE      | 19/04/1979        | --           |
| 1983–1987                     | Juan Juliá Costa           | AP-PDP-UL-UV   | 28/05/1983        | --           |
| 1987–1991                     | Roberto Vidal Bataller     | PSPV-PSOE      | 30/06/1987        | --           |
| 1991–1995                     | Roberto Vidal Bataller     | PSPV-PSOE      | 15/06/1991        | --           |
| 1995–1999                     | Juan José Calabuig Plá     | PSPV-PSOE      | 17/06/1995        | --           |
| 1999–2003                     | Rosa Adelina Vidal Llorens | PP             | 03/07/1999        | --           |
| 2003–2007                     | Rosa Adelina Vidal Llorens | PP             | 14/06/2003        | --           |
| 2007–2011                     | Rosa Adelina Vidal Llorens | PP             | 16/06/2007        | --           |
| 2011–2015                     | Rosa Adelina Vidal Llorens | PP             | 11/06/2011        | --           |
| 2015–2019                     | Federico Vidal Martínez    | PSPV-PSOE      | 13/06/2015        | --           |
| 2019-2023                     | Federico Vidal Martínez    | PSPV-PSOE      | 15/06/2019        | --           |
| Des de 2023                   | Ismael Sanvíctor Vidal     | PP             | 17/06/2023        | --           |
| Fonts: Generalitat Valenciana |                            |                |                   |              |

## Demografia
Les primeries del segle passat va sofrir l'emigració vers Amèrica del Sud, però en la dècada dels seixanta la implantació d'indústria tèxtil i plàstic va fer créixer de nou la població, que en 2002 abasta els 1.256 habitants (1.258 en 1986), de gentilici alfarrasiners. En el cens de 2001 un 84,11% dels habitants declararen saber parlar valencià.
| 1990 | 1992 | 1994 | 1996 | 1998 | 2000 | 2002 | 2004 | 2006 | 2008 | 2010 | 2012 | 2014 | 2016 | 2018 | 2020 | 2022 | 2023 |
| ---- | ---- | ---- | ---- | ---- | ---- | ---- | ---- | ---- | ---- | ---- | ---- | ---- | ---- | ---- | ---- | ---- | ---- |
| 1300 | 1251 | 1230 | 1231 | 1225 | 1192 | 1256 | 1272 | 1302 | 1313 | 1298 | 1303 | 1252 | 1274 | 1262 | 1219 | 1217 | 1183 |

## Patrimoni cultural i festes
Hi ha l'església de Sant Jeroni i l'ermita del Crist de l'Agonia, de 1739 com a exponents del seu passat arquitectònic.
S'hi celebren, per l'agost, com a la resta de la comarca festes de Moros i Cristians. El diumenge de Resurrecció hi ha la tradició, d'antiguitat desconeguda, de l'Angelet de la Corda; una xiqueta menuda és traslladada amb cordes per un corredor i li treu el vel a la Mare de Déu, anunciant la resurrecció del seu fill.